# Antreprenor intern
Un antreprenor intern este un tip de antreprenor care acționează în interiorul unei organizații, precum o unitate de afaceri sau un organism guvernamental.
Antreprenorul intern mai este cunoscut și sub numele de intraprenor (făcând parte din intraprenoriat) și este definit ca „persoana dintr-o corporație de mari dimensiuni căreia i se încredințează responsabilitatea directă de a transforma o idee într-un produs finit profitabil, printr-o asumare proactivă a riscurilor și prin inovație". Intraprenorii sunt de obicei foarte motivați, bine determinați să ducă treaba la bun sfârșit într-un ritm rapid și cu eficiență (orientată spre acțiune), sunt obișnuiți să ia inițiativa, indiferent de limitele pe care organizația sau lumea antreprenorială le impun, și sunt într-o permanentă căutare de produse sau servicii inovative. Intraprenorii sunt caracterizați de capacitatea de a gândi liber, își asumă riscul într-un mod inteligent și cu o minte deschisă și pun accent pe abilitatea de a conduce. De asemenea, aceste trăsături reunite îl fac pe un antreprenor să fie de succes.
Antreprenorii intraprenori sunt cei a căror preocupare este să creeze mai multă valoare. Dar pentru ei nu contează dacă au proprietatea directă sau proprietatea maximă a acestei valori, sau văd neapărat opera creată sub forma unei persoane juridice independente.

## „Intraprenoriatul” în practică
Studiile efectuate de Forbes Insights arată că, în medie, în Europa, dintre managerii cu funcții executive, unul din șase este intraprenor. Acești angajați tind să fie inovatori cu idei unice și cu o minte concentrată pe crearea unor planuri originale și ingenioase, în favoarea prosperității companiei. Sarcina complicată a unui antreprenor intern este să transmită ideea superiorilor care nu acceptă ideile noi. Cu toate acestea, „intraprenorii" încearcă prin acest lucru să satisfacă organizația.
Principala diferență dintre un antreprenor intern (intraprenor) și un antreprenor o reprezintă mediul, adică sfera în care își desfășoară activitatea. În termeni generali, scopul unui antreprenor este să creeze o organizație de succes, în timp ce, pe de altă parte, un antreprenor intern trebuie să găsească soluții pentru problemele din cadrul companiei și să asigure perfecționarea organizației existente. O altă diferență importantă este asumarea riscului. Intraprenorii nu sunt responsabili de soarta companiei în aceeași măsură ca antreprenorii și lucrează de obicei într-un mediu sigur, cu plată garantată. Din cauza acestui fapt, chiar și în caz de reușită, ei primesc rar beneficii în plus sau sume de bani, însă companiile care susțin inovația au grijă să le ofere bonusuri. Cu toate acestea, antreprenorii interni au tendința de a se manifesta ca și cum ei înșiși ar fi proprietarii afacerii. Acest lucru îi face să creadă în propria influență și în faptul că lucrează în propriul lor interes, nu al companiei, ceea ce duce la productivitate și eficiență semnificativă pe durata lucrului.
Antreprenorii interni pot fi caracterizați prin prisma numeroaselor aptitudini și competențe care îi deosebesc de restul organizației. De obicei, ei nu se aseamănă cu angajații obișnuiți. Cu toate acestea, ajung deseori să fie ignorați, fiindcă cei de la conducere ar putea să creadă că încearcă să avanseze sau să fie promovați. Mai multe studii arată că doar un mic procentaj din angajați lucrează în conformitate cu sarcinile pe care le au, iar cei mai ocupați rămân indivizii care dețin abilități de „antreprenoriat" și lucrează în mod eficient. O parte semnificativă din antreprenorii actuali a fost cândva constituită din antreprenori interni care nu au fost mulțumiți de propria muncă sau de limitele inovației. Companiile încep să agreeze ideea de a avea antreprenori interni, întrucât înțeleg beneficiul pe care îl au de pe urma minților inventive. Acest lucru a făcut ca directorii generali din cadrul diferitelor organizații să aibă departamente de inovare, conduse de un Director General pentru Inovare. În ultimii 10 ani, această tendință a înregistrat o creștere continuă, în special datorită cercetărilor din cadrul întreprinderilor și a succesului rezultat din punerea în practică a acestei idei. În prezent, în majoritatea companiilor de consultanță și a firmelor de avocatură sunt instalate birouri de inovare.
Potrivit statisticilor, companiile de toate dimensiunile au un procentaj similar de antreprenori interni:
- 12% intraprenori în organizații ce dețin între 10-49 de angajați
- 25% intraprenori în organizații care au între 500-999 de angajați
- 20% intraprenori în organizații cu venituri de peste 100 de milioane de dolari.

## Trăsături ale antreprenorilor interni
Antreprenorii interni sunt o parte esențială a oricărei organizații. Ei contribuie la prosperitatea acesteia și, chiar dacă sunt clasificați după diverse criterii, există totuși anumite caracteristici care îi fac să se asemene, întrucât gândesc și se comportă ca și cum ar fi proprietari. Intraprenorii reprezintă factorul esențial ce stă la baza veniturilor unei companii. Chiar dacă unul din lucrurile principale care îi motivează pe „intraprenori" este pasiunea pentru un anumit subiect sau domeniu de care sunt interesați și în care excelează”, există și alte câteva trăsături-cheie prin care aceștia se remarcă:
- Banii nu reprezintă un motiv - determinarea lor nu este motivată de bani, plata fiind doar un semn că își fac bine datoria. Cu toate acestea, intraprenorii sunt stimulați mai ales de influență și libertate.
- Gândire strategică - curiozitatea permanentă este ceea ce îl face pe un antreprenor intern să iasă în evidență. Intraprenorii continuă să învețe lucruri noi și să le pună în aplicare în domeniul lor, lucru de care beneficiază atât ei înșiși, cât și organizația.
- Creativitatea - în general, oamenii nu sunt deschiși spre nou și idei radicale și, prin urmare, antreprenorii interni, imediat ce au o idee nouă, tind să o păstreze și să o dezvolte în minte, astfel încât să o împărtășească și cu ceilalți la timpul potrivit.
- Gândire vizuală - intraprenorii nu acționează imediat asupra unei idei sau soluții, ci cântăresc argumentele pro și contra și încearcă să vină cu mai multe răspunsuri. Trebuie să facă multe calcule, reprezentări și proiectări în minte ca să obțină rezultatele pe care le doresc.
- Pivotarea se referă la schimbarea radicală a metodei strategice curente a unei afaceri și reprezintă una dintre caracteristicile-cheie ale oricărui antreprenor intern. Asta înseamnă că intraprenorii sunt deschiși spre schimbările benefice companiei, fie pe termen lung sau scurt.
- Autenticitatea și integritatea - antreprenorii interni sunt demni de încredere și modești, iar orientarea lor vastă și amplitudinea de înțelegere le permit să acționeze eficient și îi determină să își asume riscul cu pricepere.[13]

## Exemple
Sony: Ken Kutaragi, un angajat debutant din cadrul companiei Sony, obișnuia să își petreacă timpul liber împreună cu fiicele lui, încercând să îmbunătățească dispozitivul Nintendo. În ciuda faptului că personalul Sony nu i-au apreciat munca, Ken a fost destul de norocos încât să capteze atenția unui șef. Rezultatul a fost crearea unuia dintre cele mai valoroase produse actuale de pe piață ale mărcii Sony: Sony PlayStation. În prezent, PlayStation reprezintă unul dintre produsele nou apărute în industria jocurilor, făcând parte dintre cele mai bine vândute console. Acesta este un exemplu clar de succes și inovație în materie de „intraprenoriat".
3M:  Chimistul Spencer Silver a încercat să creeze un adeziv puternic cu scopul de a-l folosi în tehnologia aeronautică. Cercetările lui au eșuat, pentru că a creat din greșeală un adeziv deschis la culoare care se lipea de suprafețe fără să lase nicio urmă după înlăturare. Acesta este un exemplu de gândire strategică în care o persoană, în loc să scape de o anumită idee, a decis să lucreze în continuare la ea și să o îmbunătățească dându-i alte utilizări. După ani de încercare de a lansa această invenție, Silver și Art Fry (un coleg cercetător de la compania 3M) s-au alăturat trupelor militare și împreună au venit cu ideea notițelor Post-It care sunt și acum foarte populare.

## Vedeți și
- Antreprenoriat